# NGC 3665
NGC 3665 is een lensvormig sterrenstelsel in het sterrenbeeld Grote Beer. Het hemelobject werd op 23 maart 1789 ontdekt door de Duits-Britse astronoom William Herschel.

## Synoniemen
- UGC 6426
- MCG 7-24-3
- ZWG 214.4
- IRAS 11220+3902
- PGC 35064
- H 1.219
- h 881